# Sphalloplana alabamensis
Sphalloplana alabamensis is een platworm (Platyhelminthes). De worm is tweeslachtig. De soort leeft in of nabij zoet water.
Het geslacht Sphalloplana, waarin de platworm wordt geplaatst, wordt tot de familie Kenkiidae gerekend. De wetenschappelijke naam van de soort werd voor het eerst geldig gepubliceerd in 1945 door Hyman.